# Kisujjpárna

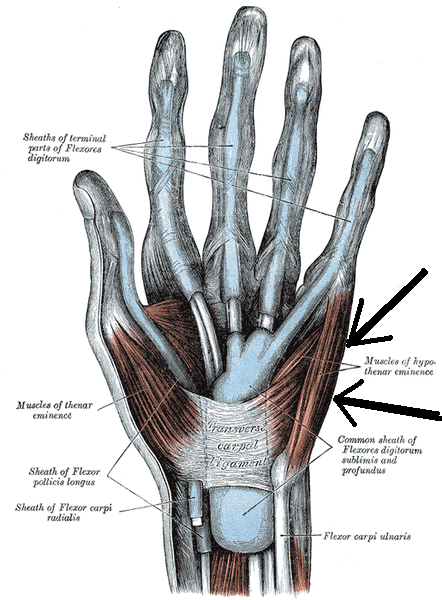
A kézhát (a nyílak mutatják a kisujjpárnát

A kisujjpárna (latinul eminentia hypothenaris) a tenyéren található és három izom alkotja. A kisujj mozgását irányítják.
A három izom
- Kisujjtávolító izom (kéz) (musculus abductor digiti minimi)
- Rövid kisujjhajlító izom (kéz) (musculus flexor digiti minimi brevis)
- Kisujjat szembefordító izom (musculus opponens digiti minimi)